# Neorrealismo

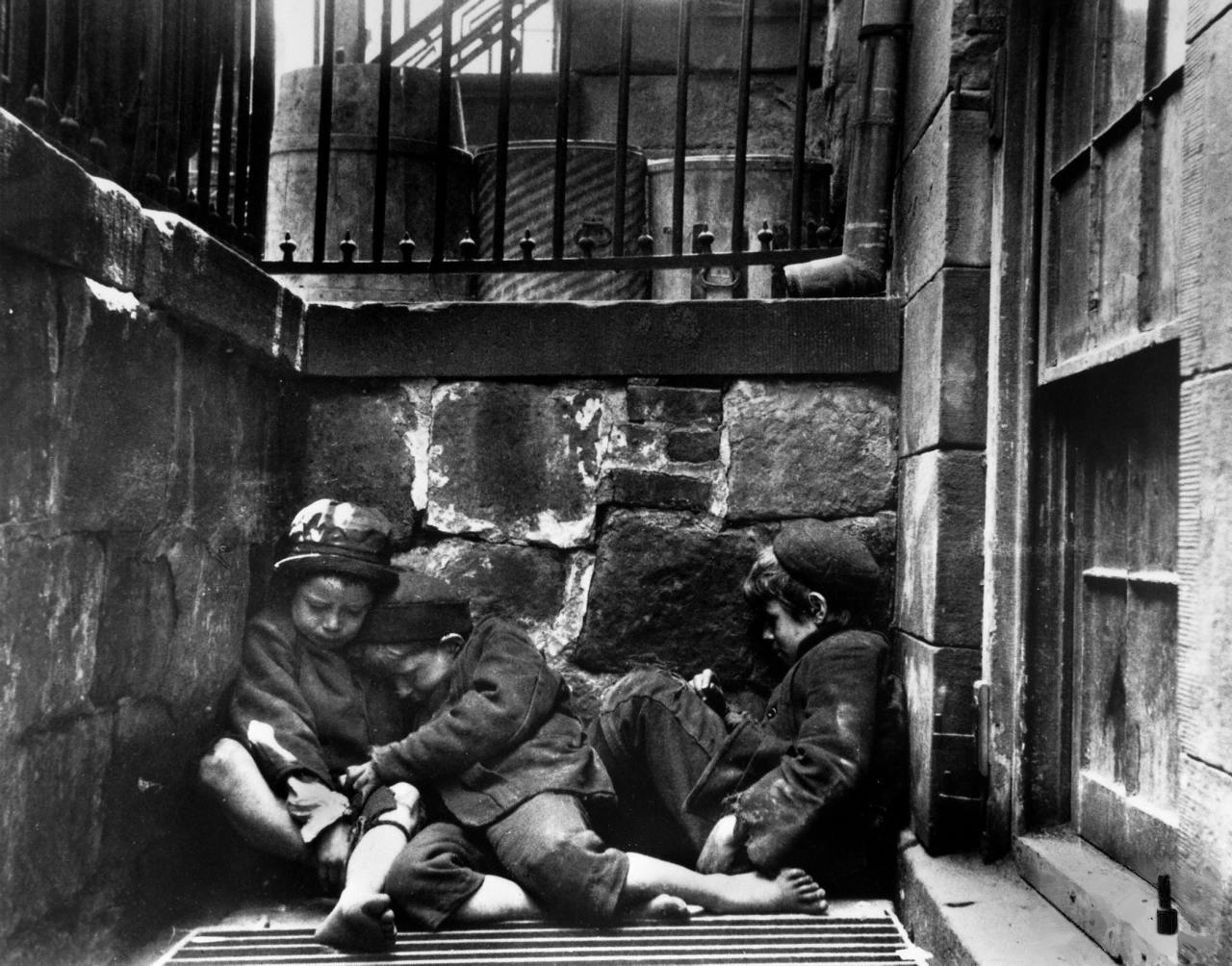
Crianças de rua, em fotografia neorrealista de 1890, por Jacob Riis.

O neorrealismo foi uma corrente artística de meados do século XX, com um carácter ideológico marcadamente de esquerda / marxista, que teve ramificações em várias formas de arte (literatura, pintura, música), mas atingiu o seu expoente máximo no Cinema neorrealista, sobretudo no realismo poético francês e no neorrealismo italiano. Com o mesmo nome, mas com distinção, pode ser observada uma Teoria das relações internacionais.

## Neorrealismo na literatura
A literatura neorrealista teve no Brasil e em Portugal motivações semelhantes, resgatando valores do realismo e naturalismo do fim do século XIX com forte influência do modernismo, marxismo e da psicanálise freudiana.
O determinismo social e psicológico do naturalismo é mantido, assim como a analogia entre o homem e o bicho (vide Angústia - Filme, de 1936), a busca pela objetividade e neutralidade como formas de dar credibilidade à narração.
Entretanto, se no naturalismo as mazelas da sociedade eram expostas pelos romancistas com algum pessimismo, sem perspectiva de solução a não ser o resgate ao passado A Ilustre Casa de Ramires, os escritores neorrealistas são sobretudo ativistas políticos, leitores de Marx, da prosa revolucionária de Górki e tomam posição na chamada luta de classes, denunciando as desigualdades sociais e os desmandos das elites. Vale lembrar que a industrialização somente no século XX deixou escancarada a distância entre os donos dos meios de produção e os trabalhadores. Enquanto internacionalmente a crise de 1929 foi estopim para o neorrealismo italiano e depois português, no Brasil a situação precária dos nordestinos foi retratada já a partir de A bagaceira, de 1928.
E se o neorrealismo optou pela ficção, tanto no Brasil quanto em Portugal, se deve principalmente aos governos ditatoriais, quais sejam o Estado Novo de Getúlio Vargas no Brasil e o Estado Novo de António Oliveira Salazar em Portugal.
Essa ficção neorrealista e pós modernista (no sentido de ser posterior ao movimento modernista) sofre as influências do Modernismo, especialmente a liberdade linguística e o intimismo freudiano à Virginia Woolf. Elementos que se tornarão mais fortes num segundo momento do neorrealismo, culminando na prosa  existencialista do meio do século XX.
Ver também: Romance de 30, Alves Redol, Soeiro Pereira Gomes. Vários autores como Manuel da Fonseca ou Carlos de Oliveira destacaram-se também no neorrealismo português. José Ernesto de Sousa teve um papel importante na teotização do movimento.

## Neorrealismo na pintura
O neorrealismo marcou as propostas de pintura de pendor social dos anos 30 e 40. Ligada às questões de carácter social e de denúncia, marcada pelo fervor revolucionário comunista, pelas vontades de demarcação das massas, pintores como Orozco e Rivera no México (exaltam o povo mexicano e as suas origens pré-colombianas, valorizando o seu esforço na luta pela liberdade-anticolonialismo e na construção do progresso do seu país), Cândido Portinari no Brasil, artistas soviéticos e  portugueses aproveitaram para gravar em grandes murais, no caso da América Latina sobretudo, os grandes acontecimentos sociais e históricos que marcaram a época. Pintura mural figurativa de grandes dimensões em edíficios de encomenda pública.

## Neorrealismo no cinema

### Realismo poético francês
O cinema da escola do realismo poético francês abandonou o caráter individualista do cinema de autor, até então dominante na cinematografia francesa. Passou a ser valorizado o trabalho de uma equipe de realizadores, sobretudo os roteiristas, muitos trazidos da literatura e do jornalismo.
Com a vitória da Frente Popular nas eleições gerais francesas de 1936, o país passou a ser governado por uma política de coalizão que unia socialistas, comunistas e radicais, sob influência da Komintern. O cinema, atento a essas mudanças sócio-culturais, passou a explorar histórias protagonizadas por pessoas marginalizadas, geralmente da classe operária ou delinquentes, que buscavam em vão a ascensão social, imersas em um ambiente cético e pessimista.
O marco inicial do realismo poético francês é O Atalante, de Jean Vigo. Outros nomes importantes do movimento foram os roteiristas Charles Spaak e Jacques Prévert, e os diretores Jacques Feyder, Jean Renoir, Julien Duvivier e Marcel Carné.

### Neorrealismo italiano
No cinema, o neorrealismo italiano caracterizou-se pelo uso de elementos da realidade numa peça de ficção, aproximando-se até certo ponto, em algumas cenas, das características do filme documentário. Ao contrário do cinema tradicional de ficção, o neorrealismo buscou representar a realidade social e econômica de uma época mostrando-a muitas vezes sem rodeios.
O marco inicial do neorrealismo é em 1944-1945 com o lançamento do filme de Rossellini, Roma, Cidade Aberta, rodado logo após a libertação de Roma. A "paternidade do termo" é de dúbia possibilidade: a primeira diz que seria de Mario Serandrei quando chamou de "neo-realístico" o filme Ossessione, no qual havia sido montador; e a outra possibilidade atribui o termo a Umberto Barbaro, quando este usou o termo para resenhar o filme Quai des Brumes.

### Cinema neorrealista Italiano
Terminado, mas não "eliminado", o Neorrealismo certamente não desaparece, pois deixa marcas e um legado que perdura até o cinema contemporâneo, e em vários países. É ele que inaugura, por exemplo, o uso massivo e quase onipresente de crianças, como em I Bambini Ci Guardano  e Ladri di Biciclette, pois a ótica infantil reproduziria uma certa inocência na crueza da análise social, sem a censura instintiva e auto-imposta dos adultos. Capturar a realidade sem disfarçá-la, desnudá-la, com cenários naturais e atores locais, velhinhos, trabalhadores humildes, "pessoas do povo" — esse era o espírito, numa reação, sem dúvida, à cosmética excessiva predominante no cinema do período fascista.

### Cinema neorrealista português
O Verismo havia decidido abrir mão dos floreios e ir direto ao ponto. Mas como "Riso Amaro", no entanto, aponta para um retorno ao melodrama e ao estrelismo glamouroso, o movimento é posto em xeque. O "uso" (indevido?) de uma estética, construída com firmes propósitos contestadores, para uma indústria cultural que, no final das contas, servia à manutenção do status quo, decepciona alguns dos mais engajados. Afinal, "a batalha foi perdida"? O Cinema submeteu-se à indústria? Não valeu o esforço de tentar despir a sociedade?
O Cinema, como instrumento de mobilização, foi percebido logo de início por vários realizadores (e forças políticas). Bastaria citar o uso que os soviéticos e os nazis fizeram dos filmes para corroborar essa afirmação. É discutível, porém, até que ponto esse potencial de influência cultural/ideológica se manteve, se reduziu ou se ampliou a partir da introdução da televisão como meio de comunicação de massa, da década de 1950 em diante.
Talvez houvesse, entre os cineastas neorrealistas, um alto grau de ingenuidade em acreditar que a simples exposição das mazelas sociais fosse mobilizar a sociedade italiana para uma reforma radical espontânea. Não basta conhecer um problema para querer (e poder) resolvê-lo. Ao mesmo tempo, não há como negar, por exemplo, a alta penetração que as esquerdas críticas (desalinhadas com Moscovo) tiveram entre os trabalhadores italianos no pós-Guerra, e é impossível desligar esse fato, nessa época, do comprometimento crítico da arte e da cultura (não só o cinema neorealista).
Os realizadores de um filme, quando inseridos numa indústria cultural que serve ao modo de produção capitalista, podem não perceber seu papel de "doutrinadores" (ou agentes de um doutrinamento) ou, se percebem, não combatem o sistema ao qual pertencem. Por outro lado, é mais do que claro que o cineasta que identifica esse sistema e decide "nadar contra a corrente" tem noção exata do seu alcance e é consciente da sua capacidade de mobilizar através da exposição pública do seu trabalho. Ele é, ao mesmo tempo, artista e comunicador, e o produto audiovisual é tanto seu suporte artístico como sua mídia. Analogamente, o cineasta e o designer gráfico são ambos, em última análise, comunicadores visuais, convergindo nos fins e divergindo nos meios (o suporte).
Toda forma de arte pressupõe sua materialização em obras de arte. Se o Cinema é a "Sétima Arte", o filme é a obra — material — à qual se aplicam todas as "leis" do universo da Arte. Entendendo uma obra como reflexo inevitável das condições em que é produzido (o seu tempo, o seu local, o seu autor, o seu público...), é possível deduzir dela a visão de mundo predominante na sua origem. O filme neorrealista, assim, é uma forma de encarar a realidade que atendia ao momento e espaço da Itália arrasada do pós-Guerra, influenciada, em muito, por uma óptica marxista e opositora da artificialidade da cultura de massas.

### Cinema neorrealista no Brasil
O filme Fome, de 1929, produzido, dirigido e estrelado por Olympio Guilherme, é considerado a primeira produção brasileira da corrente neorrealista.